# マルクス・アントニウス・クレティクス
マルクス・アントニウス・クレティクス（ラテン語: Marcus Antonius Creticus、紀元前115年頃 - 紀元前71年頃）は、紀元前1世紀の共和政ローマの政務官。マルクス・アントニウスの父。

## 出自
父は、執政官（紀元前99年）、ケンソル（紀元前97年）を歴任し、雄弁家（Orator）と称されたマルクス・アントニウス・オラトルで、紀元前63年にマルクス・トゥッリウス・キケロと同僚の執政官となったガイウス・アントニウス・ヒュブリダは弟に当る。生年ははっきりしないが、プラエトル（法務官＝就任資格が40歳以上）への就任年から逆算した前115年頃とされる。
父アントニウス・オラトルはルキウス・コルネリウス・スッラ派に属していたため、ガイウス・マリウスに殺害された。なお、当記事のアントニウスのその間の動向ははっきりしない。

## 略歴
紀元前74年にプラエトルに選出され、恐らくプロコンスル権限（pro consule）の無期限インペリウム（指揮権、imperium infinitum）を地中海一帯を荒らす海賊掃討の目的で付与されたが、初年度は西方にしか手が回らなかった。
翌紀元前73年、シキリアに滞在した彼は、クレタ島の海賊退治の準備を進めたが、このとき部下のレガトゥスの一人がガイウス・ユリウス・カエサルだった可能性がある。紀元前72年にはプロコンスルとしてギリシアで補給物資の集積を行った。

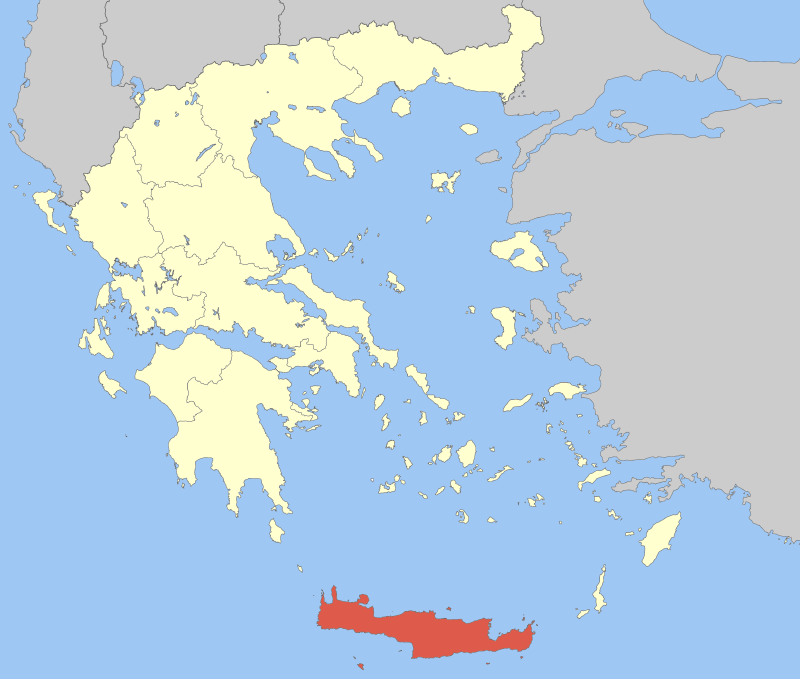
クレタ島（赤色部分）

前72年から翌紀元前71年にかけて軍事行動を行ったクレティクスは海賊に敗北し、条約を結ばざるを得なくなった。この後すぐ、ローマ市へ戻ることなく亡くなった。後にクレタ人はこの条約見直しのため、元老院に使者を派遣している。
この敗北によりローマ市民からアントニウスはクレティクス（クレタの、本来は「クレタ征服者」につけられる）と嘲りを込めて称された。

## 人物
ユリウス氏族カエサル家の女を妻とし、後の国家再建三人委員マルクス・アントニウスを含む3人の息子（マルクス以外は、ガイウスおよびルキウス）を得た。
プルタルコスは、クレティクスを、公務ではいまいちだったが気前が良く親切であったと評しており、大した資産もなく恐妻家であったが、友人が金を借りに来たとき、妻に見つからないよう機転を利かせて銀のボウルを譲った話を紹介している。